# Territoire équivalent
Au Québec, un territoire équivalent (TE) est une collectivité territoriale dont l'administration est investie des compétences généralement attribuées aux municipalités régionales de comté (MRC). Autrement dit, il s'agit d'un territoire équivalent à une MRC. Servant notamment à des fins statistiques, les territoires équivalents sont les parties du territoire québécois qui, juridiquement, ne constituent pas une MRC. Un total de 17 territoires équivalents existent au Québec.

## Caractéristiques
La majorité des territoires équivalents, soit 14 sur 17, n'est assimilée à une MRC qu’aux fins de l’application de certaines lois ou certaines parties de loi. Une telle assimilation est expressément mentionnée dans chacune des lois concernées. Des exemples de lois prévoyant une telle assimilation sont la Loi sur l’aménagement et l’urbanisme, la Loi sur la protection du territoire et des activités agricoles, la Loi sur l’aménagement durable du territoire forestier, la Loi sur les terres du domaine de l’État, la Loi sur la sécurité incendie, la Loi sur la qualité de l’environnement et le Code municipal du Québec.
Les autres territoires équivalents, soit 3 sur 17, sont assimilées à une MRC que dans la mesure prévue dans les lois particulières qui les régissent.
Bien que les administrations municipales soient généralement organisées en double palier (locale et supralocale), l'expression désigne une collectivité territoriale dont l'administration est soit organisée en simple palier local — certaines municipalités locales —, en palier supralocal — certaines agglomérations — ou avec des caractéristiques qui lui sont propres — les entités du Nord-du-Québec.

## Liste
Au nombre de 17, les territoires équivalents (TE) aux municipalités régionales de comté (MRC) sont :
- les agglomérations suivantes :
  - Communauté maritime des Îles-de-la-Madeleine
  - Agglomération de La Tuque
  - Agglomération de Longueuil
  - Agglomération de Montréal
  - Agglomération de Québec

- les municipalités locales de :
  - Gatineau
  - Laval
  - Lévis
  - Mirabel
  - Rouyn-Noranda
  - Saguenay
  - Shawinigan
  - Sherbrooke
  - Trois-Rivières
- les autres territoires dans le Nord-du-Québec : 
  - Eeyou Istchee
  - la Jamésie
  - Kativik